# John Shae Perring
John Shae Perring (Boston (borough), 24 gennaio 1813 – Manchester, 16 gennaio 1869) è stato un egittologo, antropologo ed ingegnere britannico noto per il suo contributo negli scavi archeologici delle piramidi egizie.
Nel 1837, durante una campagna di scavo in Egitto unitamente all'ufficiale britannico Richard William Howard Vyse, utilizzando l'esplosivo, penetrò nella piramide di Micerino rinvenendo, nella camera sepolcrale, un sarcofago in basalto privo di iscrizioni decorato a facciata di palazzo, lungo 244 cm, largo 91 e profondo 89 cm, unitamente a resti di uno scheletro avvolto in tessuti di scarsa qualità e a parti di un sarcofago ligneo. Il sarcofago in basalto venne imbarcato, destinato al British Museum, sulla motonave "Beatrice" che, il 13 ottobre 1838, affondò dopo aver lasciato Malta. Altro materiale, oggi esposto al British Museum, raggiunse la Gran Bretagna perché imbarcato su altro vettore.
Sue sono mappe, planimetrie e sezioni di molte delle sepolture di Abu Rawash, Giza, Abusir e Dahshur; unitamente a Howard Vyse, inoltre, operarono nella necropoli di Saqqara individuando e catalogando alcuni dei complessi piramidali ivi esistenti. Alla partenza di Vyse, nel 1838, Perring proseguì, anche grazie alle sovvenzioni di quest'ultimo, nei suoi lavori di ricerca; utilizzando un tunnel scavato da ladri nell'antichità, per primo esplorò, nel 1839, la piramide di Userkaf ritenendo, erroneamente, si trattasse di quella del re Djedkara Isesi della V dinastia. Suoi sono, inoltre, alcuni graffiti ancora nel ventunesimo secolo visibili all'interno della Piramide rossa di Dahshur attribuita a Snefru.

### Annotazioni
1. ↑  Della "Beatrice" si persero le tracce dopo una tempesta, nei pressi di Alicante; si ritiene che il relitto, ed il suo prezioso contenuto, possa trovarsi nelle acque di Cartagena. Dai manifesti di carico risulta che la Beatrice trasportava, oltre al sarcofago di Micerino, altre circa 200 casse di reperti.

### Fonti
1. ↑  Cimmino 1998, p. 347.
2. ↑  Lehner 2003, pp. 50-53.
3. ↑  Vyse 1842.